# Ninetta-Galopp
Der  Ninetta-Galopp ist eine Komposition von Johann Strauss Sohn (op. 450). Das Werk wurde am 3. Februar 1893 im Sofienbad-Saal in Wien erstmals aufgeführt.

## Einzelnachweis
1. ↑  Quelle: Englische Version des Booklets (Seite 102) in der 52 CDs umfassenden Gesamtausgabe der Orchesterwerke von Johann Strauß (Sohn), Hrsg. Naxos (Label). Das Werk ist als zehnter Titel auf der 38. CD zu hören.